# Safe + Sound
Albums de DJ Quik
Way 2 Fonky
(1992) Rhythm-al-ism
(1998)
Singles
1. Safe + Sound
Sortie : 7 janvier 1995
2. Dollaz + Sense
Sortie : 31 mai 1995

Safe + Sound est le troisième album studio de DJ Quik, sorti le 21 février 1995.
L'album, qui s'est classé 1er au Billboard 200 et 14e au Top R&B/Hip-Hop Albums, a été certifié disque d'or par la RIAA le 11 juillet 1995.

## Liste des titres
| No  | Titre                                                                                     | Contient un (des) sample(s) de                                            | Durée |
| --- | ----------------------------------------------------------------------------------------- | ------------------------------------------------------------------------- | ----- |
| 1.  | Street Level Entrance (Produit par DJ Quik)                                               |                                                                           | 1:52  |
| 2.  | Get at Me (Produit par DJ Quik)                                                           | Rigor Mortis de Cameo Conscience de Sun Bitch Betta Have My Money d'AMG   | 4:07  |
| 3.  | Diggin U Out (Produit par DJ Quik)                                                        | I Get Lifted de George McCrae Mo' Pussy de DJ Quik                        | 4:48  |
| 4.  | Safe + Sound (Produit par DJ Quik et G-One)                                               | I Wanna Be Your Lover de Prince Strawberry Letter 23 des Brothers Johnson | 4:48  |
| 5.  | Somethin' 4 Tha Mood (Produit par DJ Quik et G-One)                                       |                                                                           | 5:55  |
| 6.  | Don't You Eat It! (Produit par DJ Quik)                                                   |                                                                           | 1:07  |
| 7.  | Can I Eat It? (Produit par DJ Quik)                                                       | Don't Fight the Feeling de One Way                                        | 4:59  |
| 8.  | It'z Your Fantasy (Produit par DJ Quik et G-One)                                          | California My Way de The Main Ingredient                                  | 4:22  |
| 9.  | Tha Ho In You (featuring Hi-C et 2nd II None – Produit par DJ Quik)                       |                                                                           | 4:44  |
| 10. | Dollaz + Sense (Produit par DJ Quik)                                                      | I Like (What You're Doing to Me) de Young & Company                       | 5:52  |
| 11. | Let You Havit (Produit par DJ Quik)                                                       | Long Stroke du ADC Band                                                   | 3:40  |
| 12. | Summer Breeze (Produit par DJ Quik, Courtney Branch et Tracy Kendrick)                    | You Like Me Don't You de Jermaine Jackson                                 | 4:33  |
| 13. | Quik's Groove III (Produit par DJ Quik, Rob « Fonksta » Bacon et G-One)                   |                                                                           | 2:37  |
| 14. | Sucka Free (Produit par DJ Quik)                                                          | Shack Up de Banbarra                                                      | 2:10  |
| 15. | Keep Tha "P" In It (featuring Playa Hamm, Hi-C, 2nd II None et Kam – Produit par DJ Quik) | Colour Me Funky de Parliament                                             | 5:24  |
| 16. | Hooray 4 Tha Funk (Reprise) (Produit par DJ Quik)                                         | Atomic Dog de George Clinton                                              | 5:24  |

| 17. | Tanqueray (Produit par DJ Quik) | Get Up to Get Down de Brass Construction | 4:19 |